# لاي يو تشيونغ
لاي يو تشيونغ (بالصينية: 黎耀昌) هو لاعب كرة قدم صيني في مركز نصف الجناح، ولد في 25 سبتمبر 1988 في هونغ كونغ في الصين. شارك مع منتخب هونغ كونغ تحت 23 سنة لكرة القدم ومنتخب هونغ كونغ لكرة القدم. أما مع النوادي، فقد لعب مع نادي جنوب الصين ونادي سون هي.

## وصلات خارجية
- لاي يو تشيونغ على موقع قاعدة بيانات كرة القدم.إي يو (الإنجليزية)
- لاي يو تشيونغ على موقع ناشيونال فوتبول تيمز (الإنجليزية)
- لاي يو تشيونغ على موقع Soccerway.com (الإنجليزية)